# 今井舞
今井 舞（いまい まい）は、日本のコラムニスト、ライター。東京都出身。

## 略歴
「今井舞」はペンネーム。本名は公開していない。
小学校から大学まで女子校出身。女性誌ライターを経て現在、『週刊朝日』『アサヒ芸能』『週刊文春』『サイゾーウーマン』などで主にテレビ番組や芸能界について記事を書いている。生年月日は公表していないが、2005年時点でのプロフィールでは「30代半ば」としている。文章のスタイルには、同じくコラムニストであるナンシー関や小田嶋隆からの影響がみられる。『週刊文春』に辛口のテレビ評がたびたび掲載され、「恒例」とされている。
『週刊文春』2011年5月19日号にて、鈴木おさむが脚本を手掛けている『生まれる。』について取り上げ、「脚本を手掛けたのは人気放送作家の鈴木おさむ。どうりでセリフも筋もご都合主義な訳だ。推敲ゼロでも出来る安バラエティ気分で、人の心の機敏さを描くドラマ界に携わるんじゃねえ、このド素人が！」と批判した。鈴木本人はこの批判に対し、同月13日自身のツイッターで「今井舞というライター、週刊文春で僕のドラマの批判「推敲ゼロで出来る安バラエティ気分で、人の心の機敏を描くドラマ界に携わるんじゃねえ、このド素人が！」だって(笑)。僕のことはいいけど、安バラエティって何？バラエティ、みんな寝ないで作ってるよ！テレビ分かってねえなぁ(笑)」と反発した。
2014年3月24日、インターネットサイト・朝日新聞デジタルにおいて、話題の人物を取り上げた架空の人生相談という内容の今井の連載コラム「ウソうだん室」において小保方晴子を取り上げたが、掲載後間もなく「内容が不適切」との指摘を受け、同サイトはその日のうちに記事を削除し3月26日付でお詫びを掲載した。その後、翌月1日、朝日新聞の広報部より、今回の騒動を受けて、自社における今井の今後の連載を打ち切るという方針が発表された。これに伴い同コーナーの過去の投稿分も、事態を重く見た編集部側の意向で全て削除された。

## 著作
- 女性タレント・ミシュラン（2005年、情報センター出版局） - プロデュース・構成は石黒謙吾。